# Francesc Sancho i Serena
Francesc Sancho i Serena (la Ràpita, Montsià, 12 d'agost de 1954) és un metge i polític català, diputat al Parlament de Catalunya en la VII, VIII i IX legislatures.

## Biografia
Es llicencià en medicina a la Universitat de Barcelona i ha treballat com a metge titular al partit mèdic del districte segon del Perelló. És membre del Col·legi de Metges de Tarragona i col·labora regularment amb el setmanari La Veu de l'Ebre.
És fundador i president de l'associació de veïns de l'Ampolla. Fou membre de la Junta de Segregació, qui impulsà la constitució com a municipi independent de l'Ampolla, antiga barriada del municipi del Perelló. També és soci del Club de Futbol l'Ampolla i del Club Nàutic Ampolla.
El 1991 ingressà a Convergència Democràtica de Catalunya (CDC). El 2001-2003 fou delegat del govern de la Generalitat de Catalunya a les Terres de l'Ebre i president del Consorci d'Aigües de Tarragona i president del Consorci per a la Protecció Integral del Delta de l'Ebre (CPIDE)
De 1990 a 2011 fou alcalde de l'Ampolla i fou elegit diputat per la província de Tarragona a les eleccions al Parlament de Catalunya de 2003, 2006 i 2010.